# 地下血道
《地下血道》（Tunnels of Blood），愛爾蘭作家向達倫的系列作品《向達倫大冒險》的第三集。中文版於2002年12月出版。

## 情節概述
這本書是有關主角向達倫和伊萊·風認識黛比·害拉和吸血魔的經過。
一天，吸血鬼將軍普蓋拿出現在怪奇馬戲團，並且告訴鬼不理一些事。之後鬼不理決定帶達倫離開怪奇馬戲團一陣子，但是達倫又喊無聊，所以蛇孩兒伊萊·風加入他們，跟著他們到一個城市去。
他們到了那個城市以後就過著悠哉的生活。在一天下午，達倫在百貨公司認識了黛比·害拉，他們一下子就變成好朋友，還相約隔天一起去看電影，伊萊覺得這件事很好笑，又說達倫要好好注意這場『約會』。隔天在他們去『約會』之前，達倫介紹伊萊給黛比認識。黛比對伊萊身上的鱗片很感興趣。看完電影之後，他們又決定去黛比家吃晚餐，還在黛比家待了一下。最後達倫離開前，還親了黛比一下。
但是達倫一回家就發現大事不妙：新聞報導在荒廢的大樓裡發現六具血被榨乾的屍體！這讓達倫跟伊萊非常緊張，因為有可能是鬼不理！鬼不理一到這個城市之後就行蹤不明，去哪裡也不講，這下子他們決定偷偷的跟蹤鬼不理。一開始很不容易，但是他們漸漸掌握鬼不理的形蹤：他在跟蹤他的下一個獵物——一個胖子！他們還發現鬼不理常常去屠宰場，而且連續好幾天。有一天，當鬼不理準備攻擊那胖子的時候，他也拿這生鏽的刀衝了過去，想要一刀殺了鬼不理。但鬼不理壓住他，沒讓他繼續攻擊，雖然鬼不理已經受傷了。就在那時，達倫看到一個非常肥胖的人，皮膚是紫色的，身穿白色西裝。他撞了達倫一下，達倫又摔在鬼不理身上，之後逃走。這令鬼不理非常、非常的生氣。
但是達倫並不了解事情的經過，而做出極危險的動作，所以鬼不理決定將事情的經過告訴達倫。鬼不理說那個穿白西裝的人是一個吸血魔，叫做魔路，他在這個城市到處喝血殺人。因為這城市是鬼不理的家鄉，所以鬼不理覺得他有義務為家鄉除害，所以才來這個城市。他已經快要追到了，卻被達倫弄跑了。追查一個吸血魔是一個非常困難的事情。
他們要回旅館時，發現伊萊被魔路抓走了。他們立刻換旅館，以免被魔路發現。達倫的心情很煩，所以就和黛比出去走走。黛比離開之後，達倫在通氣孔的鐵格子下發現魔路。魔路跟達倫開始『談判』和『溝通』，魔路想要『吃』掉黛比，達倫有得知伊萊還沒死。魔路提出交換條件：他交出伊萊，而達倫交出鬼不理，而達倫拒絕了。達倫把事情經過告訴了鬼不理，之後他們決定到地下的水管去找魔路的蹤跡。之後達倫想出了一個辦法。達倫決定去黛比家過耶誕夜。
達倫和鬼不理又重回地下水道去尋找魔路。鬼不理和達倫發生的口角，鬼不理於是拋下達倫，要達倫自己去找。結果達倫最後被發現、昏迷，並且被倒掉在一個房間，而伊萊也在那房間內。達倫提出用黛比換伊萊的要求，而魔路也答應了，並要達倫帶路。兩人來到黛比家，當魔路準備殺掉黛比時，他發現在床上的不是黛比，而鬼不理也從衣櫥衝出來和魔路戰鬥。最後鬼不理把魔路殺了，他們安頓好黛比一家後，就匆匆的去接伊萊。

## 外部連結
- （繁體中文）地下血道（页面存档备份，存于）